# Мур Грин
«Мур Грин» — бывший английский футбольный клуб из области Холл Грин из южного Бирмингема, но позже, базирующийся в городе Солихалл, Уэст-Мидлендс, Англия. Образован в 1908 году. В 2007 году клуб объединился с «Солихалл Боро» в новый клуб под названием «Солихалл Мурс». Домашние матчи проводил на стадионе «Мурлендс». В последний сезон выступал в Северной Конференции, шестом по значимости футбольном турнире Англии.

## История
Moor Green FC был основан в 1901 году игроками из крикетного клуба Moseley Ashfield Cricket Club, но не играл в соревновательный футбол до 1922 года. В 1922 году они присоединились к Birmingham AFA. В 1935–36 годах они были чемпионами лиги, посже присоединились к Центральной любительской лиге и были чемпионами в каждом из трех сезонов, которые они играли в лиге.
После Второй мировой войны "мавры" присоединились к Бирмингемской комбинации, после чего в 1954 году они перешли в Бирмингемскую и окружную лигу (которая вскоре будет переименована в Уэст-Мидлендскую (региональную) лигу). Однако в этой лиге они боролись, и в 1965 году ушли в отставку. в Вустерширскую комбинацию (вскоре переименованную в Футбольную комбинацию Мидленда), которая в то время считалась более слабой лигой, в 1965 году. Клуб четыре раза занимал второе место в лиге и выигрывал чемпионат в 1980–81. Этот успех был вознагражден выходом в Южную лигу в 1983 году. В 1987–88 годах «мавры» заняли второе место в Южном дивизионе Мидленда и были переведены в Премьер-дивизион, где провели шесть сезонов, прежде чем вылетели в низшую лигу. Однако в 1999–2000 годах они были переведены обратно в Премьер-дивизион, и 13-го места в 2003–2004 годах было достаточно, чтобы обеспечить себе место во вновь сформированной Северной конференции.
Клуб играл на стадионе Мурлендс (стадион вместимостью 3250 человек)  с 1930 по 2005 год, когда он был серьезно поврежден и пришел в негодность из-за поджога. В течение последних двух лет существования клуба они играли в Damson Park в Солихалле, доме местных соперников Solihull Borough. В январе 2007 года, после периода размышлений, директора клуба решили, что восстановление The Moorlands или строительство нового стадиона будет финансово невыгодным, и что, если клуб продолжит свою деятельность, ему придется слиться с другой местной командой. .[2] После проведения переговоров с тремя клубами было объявлено, что Мур Грин обратился в FA за разрешением на слияние с Solihull Borough. Слияние было подтверждено 30 марта 2007 года, когда стало известно, что новый клуб под названием Solihull Moors будет сформирован 1 июня и займет место Moor Green в Северной конференции. Босс Мур Грин Боб Фолкнер позже был утвержден в качестве футбольного менеджера нового клуба. Несмотря на слухи о том, что фанаты Мур Грин решили восстановить первоначальный клуб; на сегодняшний день не было основано ни одного нового клуба под названием «Moor Green», а стадион клуба был позже куплен Brooke Smith Planning в сентябре 2011 года  и впоследствии снесен, чтобы освободить место для новых домов; что делает восстановление маловероятным.